# Somatolophia obliterata
Somatolophia obliterata är en fjärilsart som beskrevs av Barnes och Mcdunnough 1917. Somatolophia obliterata ingår i släktet Somatolophia och familjen mätare. Inga underarter finns listade i Catalogue of Life.